# Пачаджян Левон Арутюнович
Левон Арутюнович Пачаджян (вірм. Լևոն Հարությունի Պաչաջյան, нар. 20 вересня 1983, Єреван) — вірменський футболіст, півзахисник клубу «Ширак».
Насамперед відомий виступами за клуб «Пюнік», а також національну збірну Вірменії.

## Клубна кар'єра
У дорослому футболі дебютував 2002 року виступами за команду клубу «Пюнік», в якій провів п'ять сезонів, взявши участь у 100 матчах чемпіонату.  У складі «Пюніка» був одним з головних бомбардирів команди, маючи середню результативність на рівні 0,37 голу за гру першості.
Згодом з 2007 по 2012 рік грав у складі команд клубів ГАІС, «Фредрікстад» та «Санат Нафт».
До складу клубу «Ширак» приєднався 2012 року. Наразі встиг відіграти за команду з Гюмрі 1 матч в національному чемпіонаті.

## Виступи за збірну
У 2004 році дебютував в офіційних матчах у складі національної збірної Вірменії. Наразі провів у формі головної команди країни 38 матчів, забивши 2 голи.

## Титули і досягнення
- Чемпіон Вірменії (5):

«Пюнік»: 2003, 2004, 2005, 2006, 2007
- Володар Кубка Вірменії (1):

«Пюнік»: 2004
- Володар Суперкубка Вірменії (3):

«Пюнік»: 2003, 2004, 2006